# دریل بم
دِریل بم (انگلیسی: Daryl Bem؛ زادهٔ ۱۰ ژوئن ۱۹۳۸) روان‌شناس، متخصص روان‌شناسی اجتماعی، پژوهشگر و استاد بازنشستهٔ دانشگاه کرنل اهل ایالات متحده آمریکا است.
او یکی از بانیان نظریهٔ خودشناختی در زمینهٔ تشکیل یا تغییر نگرش است و پژوهش‌هایی در زمینهٔ پدیدهٔ پاراسایکولوژی، تصمیم‌گیری جمعی، گرافولوژی، گرایش جنسی و نظریهٔ روان‌شناسی شخصیت و ارزیابی آن دارد.